# Некроза масног ткива
Некроза масног ткива један је од облик некрозе који се карактерише деловањем дигестивних ензима на масно ткиво.  Некроза масног ткива је обично  повезана са траумом гуштераче или панкреаса или акутним панкреатитисом. Такође се може јавити у дојци, пљувачним жлездама и код новорођенчади након трауматског порођаја.

## Епидемиологија
Некроза масти у дојци се јавља у око 0,6% случајева, што представља 2,75% лезија које на крају буду бенигне. Међутим, 0,8% масне некрозе настаје од тумора дојке, 1% - 9% се јавља у операцији смањења груди. Жене које су под високим ризиком укључују оне старости око 50 година  са висећим грудима.

## Етиопатогенеза
Код некрозе масног ткива, ензим липаза ослобађа масне киселине из триглицерида, које се затим комбинују са калцијумом и формирају такозване сапуне, који изгледају као бели каменац.  

### Некроза масног ткива дојке
Некроза масног ткива је псеудо-маса која се често може развити у дојци, као квржица коју жена сама пронађе или се може појавити као случајан налаз на скрининг мамографији. 
Већина случајева масне некрозе последица је трауме, али се некроза масног ткива такође може развити након терапије зрачењем.
Масна некроза је бенигни ппроцед који уопште није повезан са раком, већ је резултат прекида у снабдевању масних ћелија кисеоником. Наиме када је доток крви у масне лобуле прекинут, масне ћелије не добију довољно оксигенисане крви, што резултује њиховим умирањем. Након што масна ћелија умре, она ослобађаа хемијске молекуле неких ензиме који разлажу масти на мање молекуле који се могу продрети у крвоток. Наслаге калцијума које се налазе у масној некрози су у суштини резултат деловања ових ензима. Када се накупи довољно велика количина мртвих масних ћелија настаје некроза масног ткива. 
Хистолошки узорци су показали некротичне и дегенеративне адипоците са аморфним фрагментима, инфламаторне ћелије (неутрофили, плазма ћелије, лимфоцити) и бројне липидне макрофаге (липофаге) . Могу бити присутни и мултифункционални макрофаги и фибробласти страних тела.

### Некроза масног ткива гуштераче
Некроза масног ткива као специфична врста ћелијске смрти која се јавља у масном ткиву може бити узрокована дејством липазе панкреаса . Најчешћи је код акутног панкреатитиса узрокованог оштећењем егзокриних ћелија панкреаса. Моћне липазе се активирају и ослобађају и уништавају не само ткиво панкреаса већ и масне ћелије у и око панкреаса и свуда у перитонеалној шупљини. Масне киселине које се ослобађају током ове хидролизе се таложе локално након накнадног таложења калцијума.
Они формирају макроскопска жаришта која подсећају на капи лојанице (свеће) или прскање креча. Хистолошки, некроза има облик жаришта. Њихови обриси су нејасни од мртвих масних ћелија. Њихов садржај се лизира, а окружује их инфламаторна реакција. Промене које су лобуларне   карактеришу анууклеарне ћелије састављене од аморфних зрнастих остатака . Такође се примећује базофилија због калцификације. Обично су присутни и неутрофили око жаришта масне некрозе и крварења. 
Незахваћено околно масно ткиво је у великој мери инфилтрирано акутним и хроничним инфламаторним ћелијама, укључујући велики број макрофага, од којих многи имају пенасту цитоплазму због унесених липида, а понекад и џиновске ћелије са више једара.

### Некроза масног ткива новорођенчета
Некроза масног ткива новорођенчета је необичан поремећај који карактеришу тврди, покретни, еритематозни чворови и плакови на торзу, рукама, бутинама и образима новорођенчета. Чворови и плакови се појављују у првих неколико недеља живота. Поткожна масна некроза новорођенчета обично доводи до самоограничавања тока, али може бити компликована хиперкалцемијом и другим метаболичким абнормалностима.
Тачна патогенеза неонаталне некрозе масног ткива није позната. Претпоставља се да оштећење незрелих масних ћелија изазвано хладноћом или стресом доводи до развоја отврднућа и некрозе. Грануломатозни инфилтративни облици, који различитим путевима могу довести до хиперкалцемије опасне по живот.
Бојење биопсијских узорака показује повишене нивое алфа-хидроксилазе у грануломатозном инфилтрату, као што се види код других грануломатозних стања као што је саркоидоза. Алтернативна објашњења за хиперкалцемију укључују ослобађање калцијума из некротичних масних ћелија или повишене нивое паратироидног хормона, који индиректно повећавају серумски калцијум промовишући активност остеокласта.
Кључни хистолошки налази укључују некрозу масног ткива лобула, кристализацију масти и липоцита присутних у радијалном распореду. Подручја масне некрозе окружена су грануломатозним инфилтратом лимфоцита, макрофага и џиновских ћелија. Многе масне и џиновске ћелије садрже иглене пукотине, које често леже у радијалном облику. Замрзнути делови откривају двоструко преламајуће кристале који су обојени црвеном О. Мале наслаге калцијума су расуте по некротичном масном ткиву и понекад може доћи до великих количина калцификације. Биопсијски узорци старијих лезија могу показати фиброзу . Описане су џиновске ћелије са више језгара које садрже еозинофилне грануле, вероватно ослобођене из околних дегранулирајућих еозинофила.